# Rhacophorus modestus
Espèce
Statut de conservation UICN

 LC  : Préoccupation mineure
Rhacophorus modestus est une espèce d'amphibiens de la famille des Rhacophoridae.

## Répartition et habitat
Cette espèce est endémique de Sumatra en Indonésie. Elle se rencontre au-dessus de 700 m d'altitude,.
Elle vit dans les forêts montagneuses.

## Publication originale
- Boulenger, 1920 : Reptiles and batrachians collected in Korinchi, west Sumatra, by Messrs. H. C. Robinson and C. Boden Kloss. Journal of the Federated Malay States Museums, vol. 8, no 2, p. 285–296.